# Nuova Rivista degli Scacchi
La Nuova Rivista degli Scacchi è stato un periodico mensile di scacchi edito a Livorno dal settembre 1875 al marzo 1903.
La rivista venne fondata grazie al contributo finanziario del ricco commerciante livornese Luca G. Mimbelli. Tra i collaboratori spiccano i nomi di Serafino Dubois, Luigi Centurini, Giovanni Battista Valle, Cyril Bexley Vansittart, Carlo Salvioli, Amerigo Seghieri, Achille Campo, Luigi Mussini, Fermo Zannoni.
La rivista aveva una sezione dedicata alla problemistica e organizzò diversi concorsi internazionali. Il primo concorso, del 1876, prevedeva l'invio di tre problemi: uno di matto in due mosse, uno di matto in tre e uno di matto in quattro. La commissione giudicatrice era diretta dall'avvocato e compositore Luigi Centurini di Genova. Il primo premio andò a Franz Schrüfer di Bamberg, il secondo a Konrad Bayer di Olomouc e il terzo allo spagnolo Aurelio Abela de la Torre. Primo degli italiani si classificò il famoso pittore senese Luigi Mussini.
Ebbe un ruolo notevole nella diffusione del gioco per corrispondenza in Italia. Nel numero di ottobre 1875 si legge: 

« Per aumentare l'interesse e il diletto che desta nei suoi cultori il giuoco degli scacchi, e per rendere maggiori e più strette le relazioni fra i vari dilettanti d'Italia, molti fra i quali si conoscono a mala pena di nome, crediamo che non vi sia miglior mezzo di questo delle partite giuocate per corrispondenza. » 

## Direttori
- Emilio Orsini e Amerigo Seghieri, 1875
- Emilio Orsini, 1876-1881
- Emilio Borgi, 1882-1883
- Cyril Bexley Vansittart, 1884
- Emilio Orsini, 1885-1893
- Carlo Salvioli, 1894-1903